# USS Sloat (DD-316)
Za druga plovila z istim imenom glejte USS Sloat.
USS Sloat (DD-316) je bil rušilec razreda Clemson v sestavi Vojne mornarice Združenih držav Amerike.
Rušilec je bil poimenovan po komodorju Johnu Draku Sloatu.

## Zgodovina
2. junija 1930 je bil rušilec izvzet iz aktivne sestave in 28. januarja 1935 je bil rušilec odstranjen iz seznama plovil Vojne mornarice ZDA; 26. junija 1935 so ladjo potopili kot tarčo.